# Universitat d'Estudis Estrangers de Tòquio
La Universitat d'Estudis Estrangers de Tòquio (en japonès 東京外国語大学, Tōkyō Gaikokugo Daigaku), sovint anomenada per les seves sigles en anglès TUFS (Tokyo University of Foreign Studies), és una universitat especialitzada en recerca ubicada a Fuchū, Tòquio, al Japó.
La TUFS es dedica principalment a les llengües estrangeres, als afers internacionals i als estudis estrangers. També compta amb una institució Àsia-africana.

## Història
Aquesta Universitat és la institució acadèmica més antiga dedicada als estudis internacionals al Japó. Va començar com a Institut per la Recerca de Documents Estrangers (蛮書調所, Banshō Shirabesho), l'oficina de traducció d'un shogunat Tokugawa creada el 1857.
Posteriorment es va establir com una institució educativa i de recerca independent el 1899 amb el nom d'Escola de Llengües Estrangeres de Tòquio (東京外国語学校, Tōkyō gaikokugo gakkō)
L'any 1999, la Universitat va celebrar tant el 126è aniversari de la seva creació original com el 100è aniversari de la seva independència. El campus es va traslladar a la seva ubicació actual, on els estudiants poden estudiar en un entorn modern i d'alta tecnologia.

## Departaments
Hi ha 26 departaments d'idiomes, que són les llengües que els estudiants poden cursar a TUFS. Algunes d'aquestes llengües rarament s’ensenyes a d'altres universitats o escoles japoneses, o a qualsevol altra banda del món.
- Estudis Japonesos
  - japonès
- Estudis d'Àsia Oriental
  - xinès
  - coreà
  - mongol
- Estudis del sud-est asiàtic
  - indonesi
  - malai
  - tagal (filipí)
  - tailandès
  - laotià
  - vietnamita
  - cambodjà (Khmer)
  - birmà
- Estudis del sud i l'oest d'Àsia
  - àrab
  - bengalí
  - hindi
  - persa
  - turc
  - Urdú
- Estudis europeus i americans I
  - anglès
  - alemany
- Estudis europeus i americans II
  - francès
  - italià
  - espanyol
  - portuguès
- Estudis russos i d'Europa de l'Est
  - rus
  - polonès
  - txec

## Institucions i organitzacions afiliades
Les institucions i organitzacions afiliades a la universitat inclouen el Research Institute for Languages and Cultures of Asia and Africa-ILCAA (東京外国語大学アジア・アフリカ言語文化研究所)

## Campus i residències

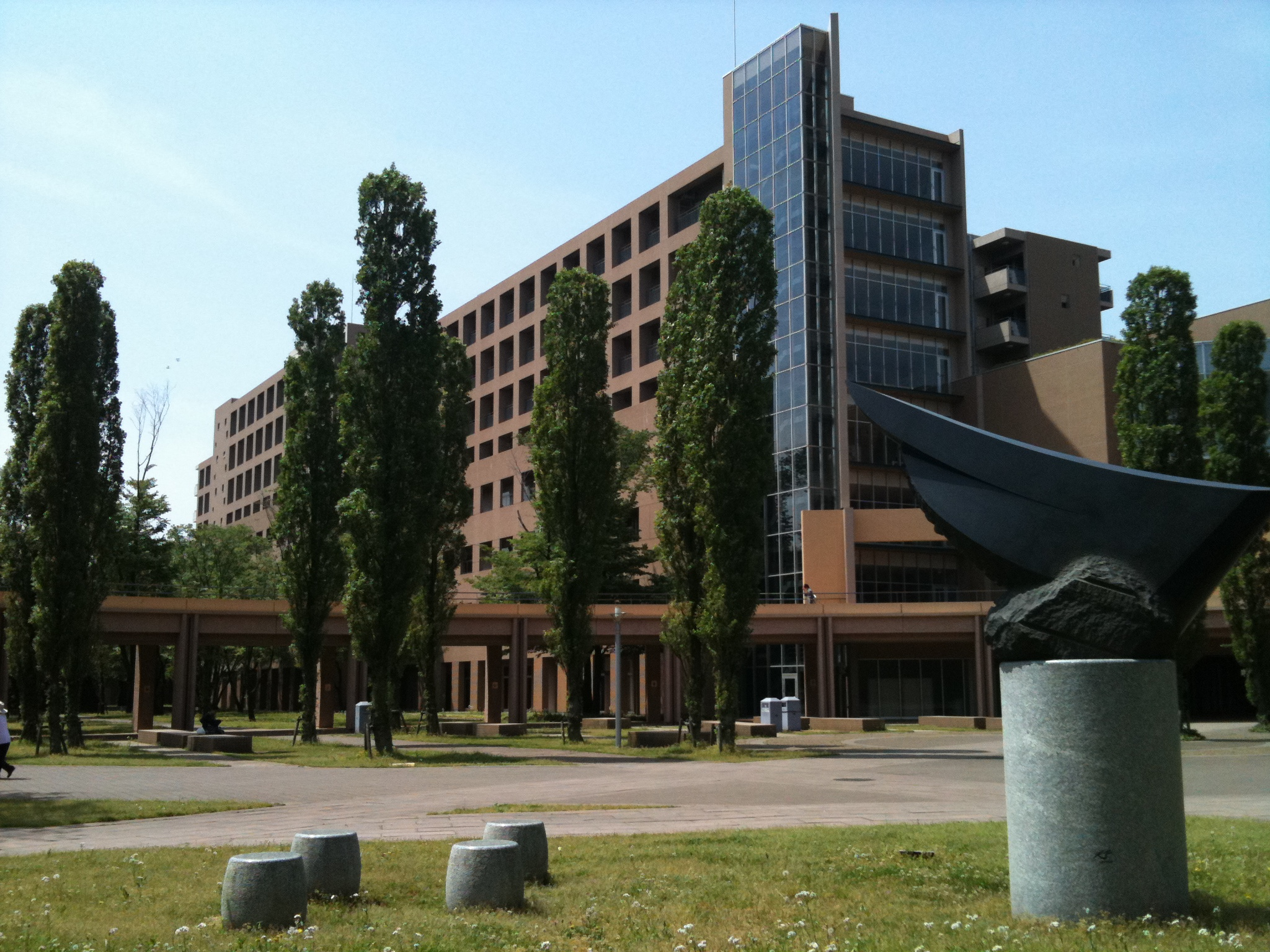
Edifici per a conferències i estudis

El campus principal de TUFS a Fuchu es troba a Asahi-cho a prop de l'estació de Tama de la línia Seibu Tamagawa. Les classes es fan principalment a l'edifici de Recerca i Conferència i, per als estudiants internacionals, al Centre de Llengua Japonesa. El campus també inclou una biblioteca, un gimnàs, un camp esportiu, una cafeteria i una petita botiga, amb una altra botiga de conveniència situada al costat del pati North Arrival Court.
L'allotjament in situ està disponible per a estudiants internacionals i estudiants locals, en forma de tres Residències Internacionals ubicades rere el campus, al costat del camp d'esports. Dos dels edificis ofereixen habitacions individuals de la mida d'un estudi per als estudiants estrangers, així com un nombre limitat d'apartaments per a famílies. Té forma de falca, amb dos costats contenint habitacions, i amb un atri descobert al centre.
SWA Group, una destacada firma d'arquitectura paisatgística, va dissenyar un espai de trobada per al campus, reutilitzant una antiga base militar per crear un espai multifuncional adequat per a reunions socials i per estudiar. L'espai fa honor a la creença japonesa que els arbres representen ànimes i SWA han trasplantat o incorporat amb cura tots els arbres del bosc existent. Més enllà de figurar al llibre Entorns educatius de Roger Yee i al llibre de text de Walter Roger Professional Practice of Landscape Architecture: A Complete Guide to Starting and Running Your Own Firm, la plaça va guanyar un National ASLA Design Merit Award el 2003.

### Festival Escolar (Gakkosai)
El Festival Escolar de TUFS, Gakkosai, que sol tenir lloc a finals de novembre, és conegut per la seva originalitat. Els estudiants de primer any proporcionen menjar dels països les llengües dels quals estan estudiant i els estudiants de segon fan teatre en l'idioma que cursen. Les obres de teatre s'anomenen gogeki (obra de teatre). De vegades utilitzen textos teatrals escrits en l'idioma, però sovint tradueixen obres en un altre idioma per ells mateixos. Alguns gogeki han rebut subvencions del govern japonès.

## Llista d'universitats d'intercanvi
TUFS té universitats associades a 35 països.
- Taiwan
  - Universitat Nacional de Chengchi
  - Universitat Nacional de Taiwan
- Indonèsia
  - Universitat Gajah Mada
  - Universitat d'Indonèsia
- Malàisia
  - Universitat Nacional de Malàisia
- Corea del Sud
  - Universitat Yonsei
  - Universitat Nacional de Seül
  - Hankuk Universitat d'Estudis Estrangers
- Laos
  - Universitat Nacional de Laos
- Mongòlia
  - Universitat Nacional de Mongòlia
- Filipines
  - Universitat de les Filipines Diliman
- Tailàndia
  - Universitat de Srinakharinwirot
- Vietnam
  - Universitat de Ciències Socials i Humanitats, VNU (antiga Universitat de Hanoi)
- Singapur
  - Universitat Nacional de Singapur
- Índia
  - Universitat de Delhi
- Cambodja
  - Universitat Reial de Phnom Penh
- Xina
  - Universitat d'Estudis Internacionals de Xangai
- Hong Kong
  - La Universitat Xinesa de Hong Kong
  - La Universitat de Hong Kong
- Austràlia
  - Universitat Nacional d'Austràlia
- Brasil
  - Universitat Federal do Paraná
  - Universitat de l'Estat de Rio de Janeiro
- Turquia
  - Universitat d'Ankara
  - Universitat de Boğaziçi
  - Universitat de Çanakkale 18 Mart
- Síria
  - Universitat de Damasc
- Egipte
  - Universitat del Caire
  - Universitat Ain Shams
- Canadà
  - Universitat de la Colúmbia Britànica
- Estats Units
  - Universitat de Califòrnia, San Diego
  - Universitat de Cornell
  - Universitat Estatal de Califòrnia, Fresno
  - Universitat de Colúmbia
  - Universitat d'Albany, Universitat Estatal de Nova York
  - Mills College
- Uzbekistan
  - Institut Estatal d'Estudis Orientals de Taixkent
- República Txeca
  - Universitat Charles de Praga
  - Universitat Palacký Olomouc
- França
  - Université de la Sorbonne Nouvelle-Paris III
  - Institut d'Etudes Politiques de Paris
  - Institut National Des Langues et Civilizations Orientales de Paris
- Irlanda
  - Universitat de Cork
- Itàlia
  - Institut Universitari Oriental de Nàpols
  - Universita degli Studi di Venezia
  - Universita degli Studi di Torino
- Portugal
  - Universitat de Coimbra
- Espanya
  - Universitat Autònoma de Madrid
  - Universitat Autònoma de Barcelona
  - Universitat de Sevilla
  - Universitat Pompeu Fabra
- Regne Unit
  - Escola d'Estudis Orientals i Africans, Universitat de Londres
  - Universitat de Leeds
  - Universitat de Manchester
  - Universitat d'Essex
- Rússia
  - Universitat Estatal Russa d'Humanitats
- Alemanya
  - Philipps-Universität Marburg
  - Friedrich-Alexander-Universität Erlangen-Nürnberg
  - Justus-Liebig-Universität Gießen
  - Universitat de Bielefeld
  - Georg-August-Universitat de Göttingen

## Avaluació des del món empresarial
|                                 | Classificació |
| ------------------------------- | --- |
| totes les universitats del Japó | 6a de totes les 778 universitats que existien a partir del 2010 |
| Font                            | Enquesta de 2010 de Weekly Economist 〈ja〉 sobre el rànquing de les universitats segons la nombrositat del nombre d'oficials i directius produït per cada universitat en funció del nombre de graduats |

## Exalumnes i professors destacats
- Futabatei Shimei, novel·lista
- Nitobe Inazō, educador

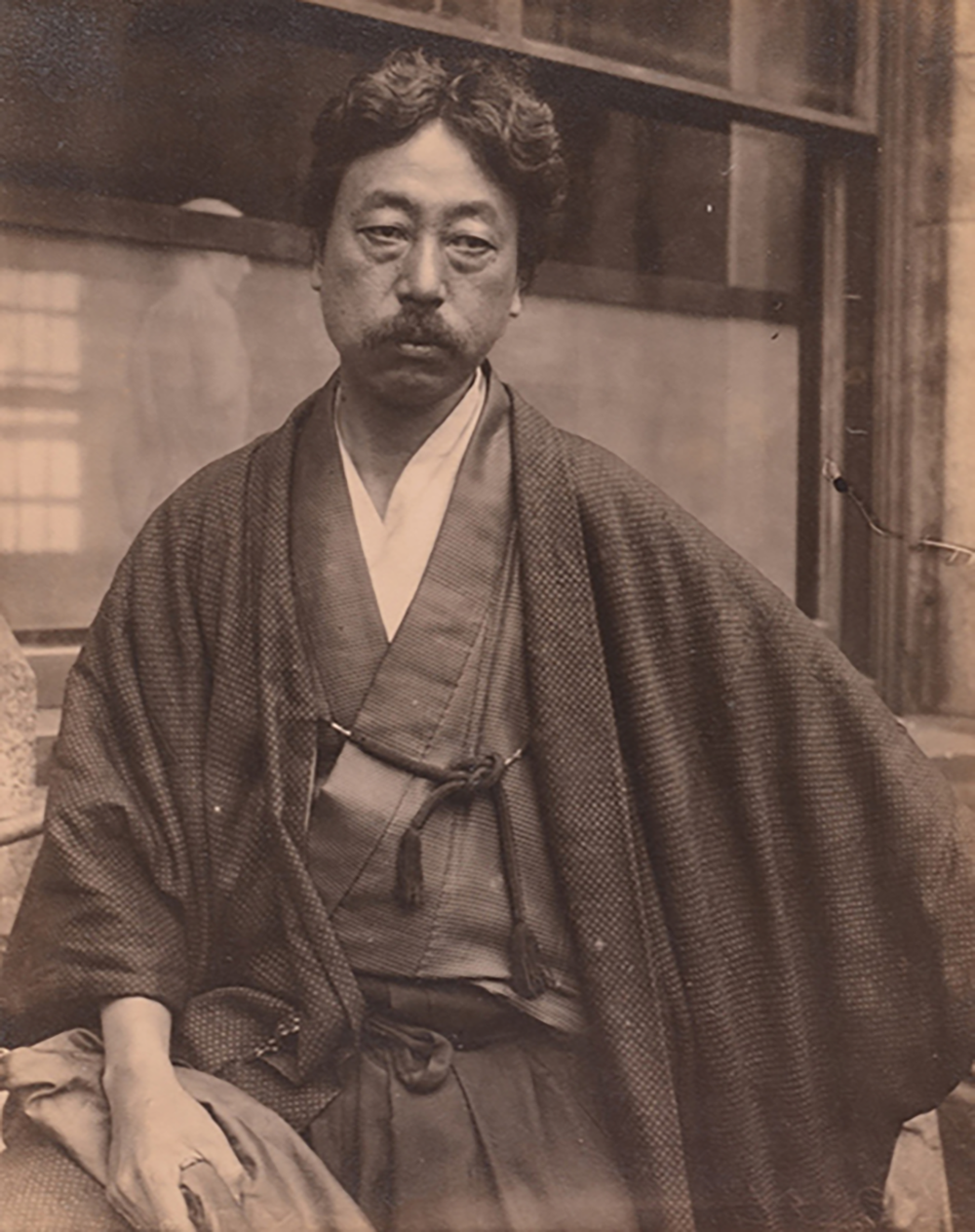
Okakura Kakuzō, erudit japonès que va contribuir al desenvolupament de les arts al Japó.

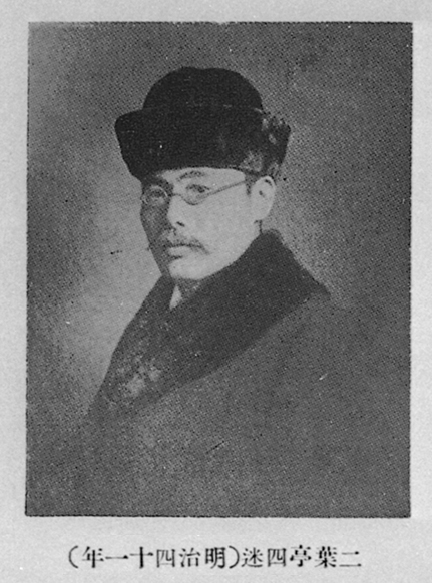
Futabatei Schimei, novel·lista japonès

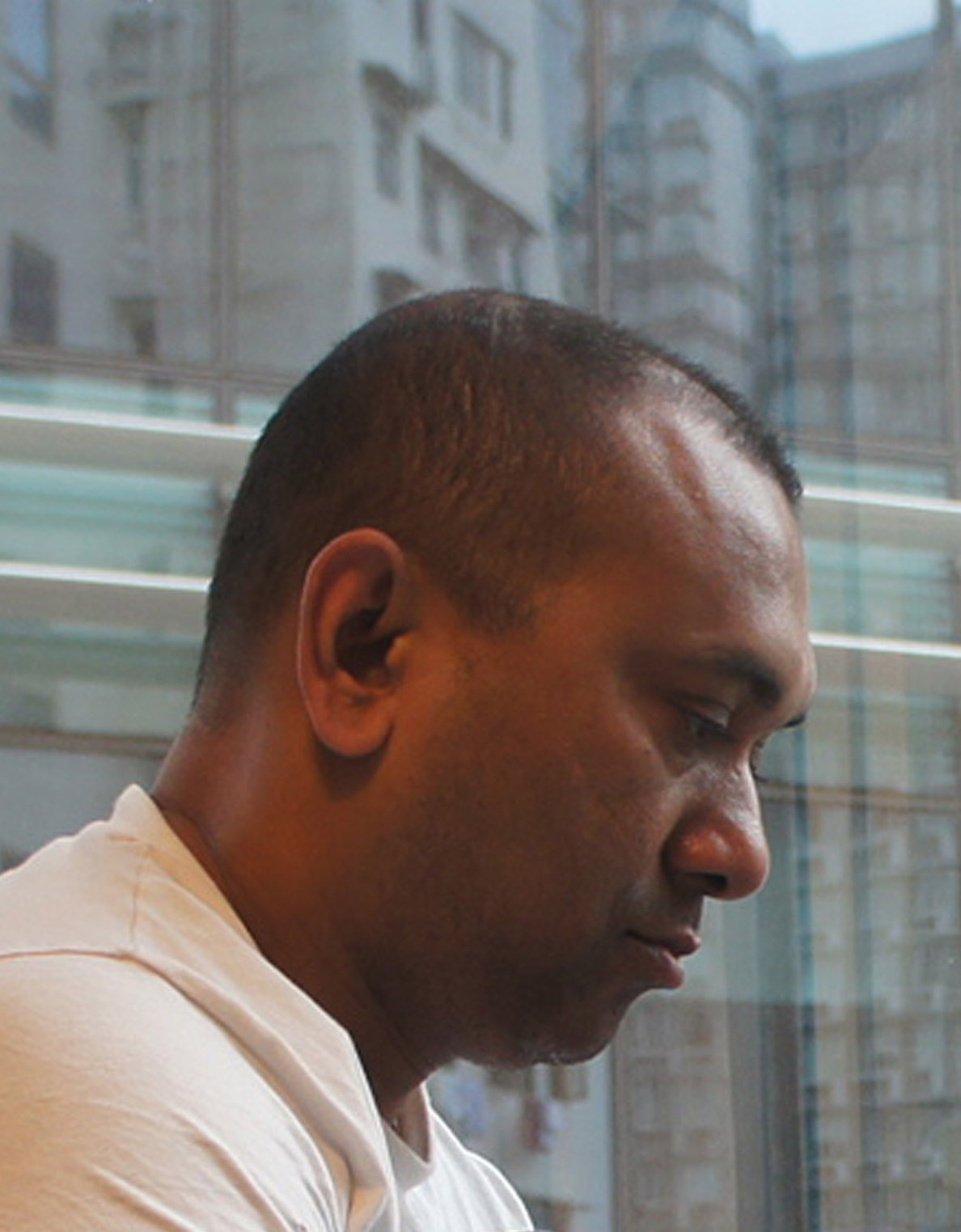
Firoz Mahmud, educador i artista visual de Bangla Desh, va aprendre japonès a la Universitat d'Estudis Estrangers de Tòquio

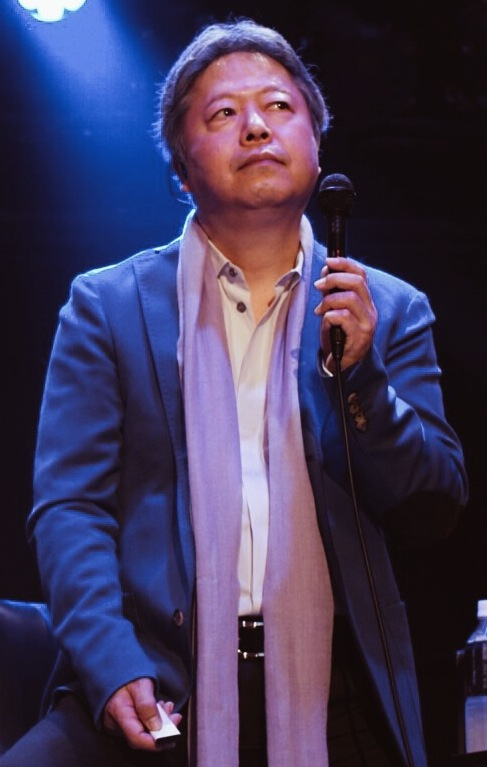
Yukihide Takekawa, cantant i compositor japonès

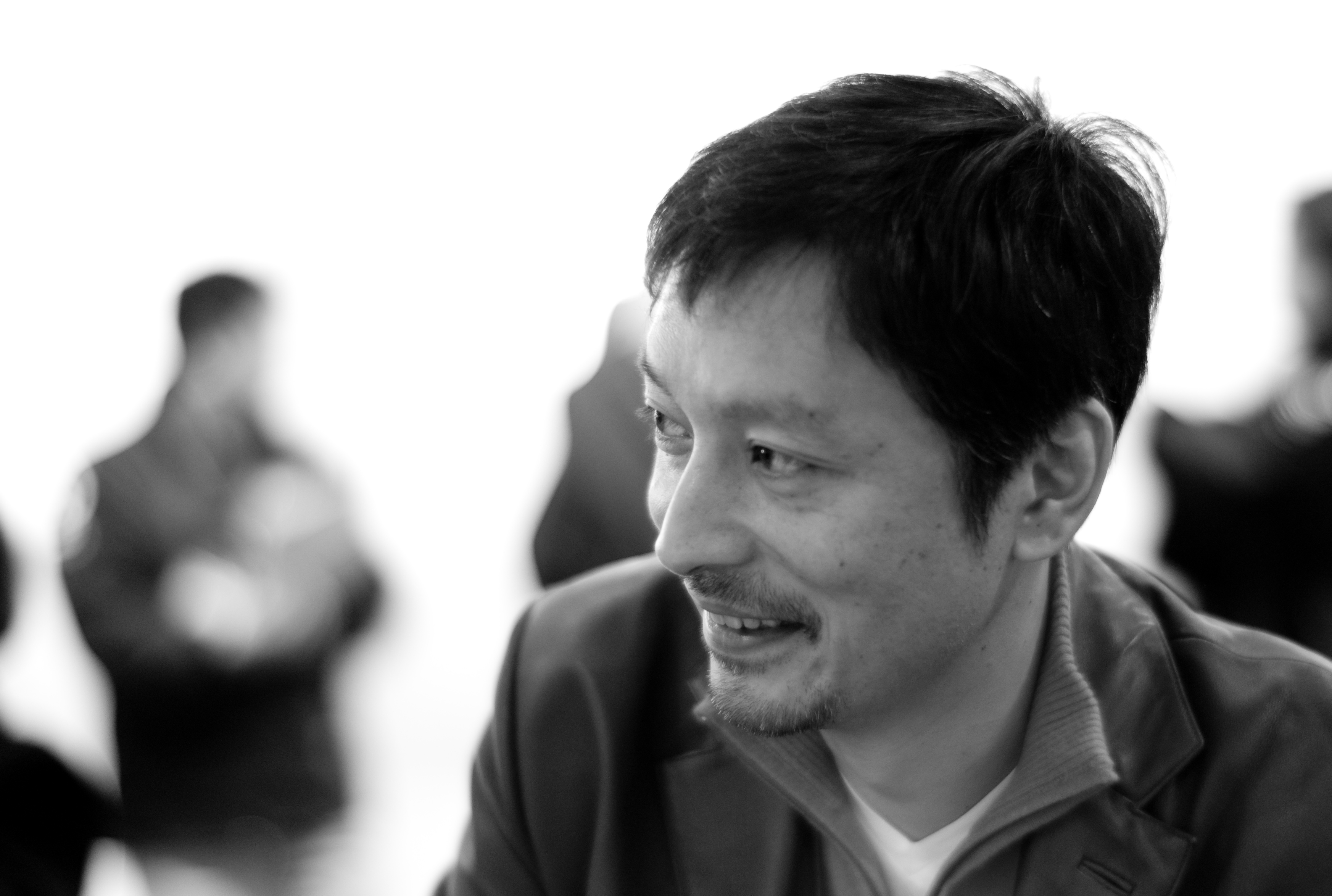
Masahiko Shimada, novel·lista japonesa i guanyadora del Premi Izumi Kyōka de Literatura

- Firoz Mahmud, artista visual, Bangla Desh
- Jinzai Kiyoshi, novel·lista
- Jun Ishikawa, autor
- Masahiko Shimada, autor
- Nankichi Niimi, autor
- Chūya Nakahara, poeta
- Kafū Nagai, autor
- Mari Yonehara, assagista
- Oh Seon-hwa, professor de la Universitat de Takushoku
- Hamada Kazuyuki, polític, membre de la Cambra de consellers, viceministres parlamentaris d'Afers Exteriors
- Hashimoto Ben, polític, membre de la Cambra de Representants del Japó
- Hashimoto Mantaro, lingüista i sinòleg
- Hiroshi Saitō, polític, antic governador de la prefectura de Yamagata
- Uchiyama Iwataro, polític, antic governador de la prefectura de Kanagawa
- Nakajima Mineo, primer president de la Universitat Internacional d'Akita, expresident de la Universitat d'Estudis Estrangers de Tòquio
- Sakai Kuniya, president de la Universitat d'Estudis Internacionals de Kanda
- Sakae Osugi, anarquista
- Yasuhiko Nagano, director general adjunt de la Universitat de Postgrau d'Estudis Avançats, professor emèrit del Museu Nacional d'Etnologia (Japó)
- Matsuzono Makio, professor emèrit, quart director general del Museu Nacional d'Etnologia (Japó)
- Hiroji Kataoka, professor d'urdú a la Universitat Daito Bunka
- Shinji Maejima, orientalista
- Okakura Kakuzō, erudit
- Maeda Yoshinori, desena presidenta de NHK
- Morohoshi Sayaka, periodista
- Okakura Kakuzō, erudit
- Shinichiro Sawai, director de cinema
- Yoshio Ōkubo, president de Nippon Television
- Yukihide Takekawa, cantautor, vocalista de Godiego
- Yūko Nakamura, actriu
- Genki Hitomi, cantant, vocalista de Vow Wow
- Aoki Satoshi, antic president d'Honda, antic president de l'Associació de Fabricants d'Automòbils del Japó
- Yamashita Hideki, president de Shueisha
- Murakami Koichi, expresident de Fuji Television
- Hasegawa Kouji, primer CEO de Shuto Expressway
- Mizukami Kenya, expresident de Yomiuri Shimbun
- Arakawa Shoshi, CEO de Bridgestone
- Fujiwara Sakuya, antic vicepresident del Banc del Japó
- Saiga Fumiko, antic jutge de la Cort Penal Internacional, antic ambaixador del Japó a les Nacions Unides
- Sato Satoru, ambaixador del Japó a Espanya
- Yamamoto Keiji, ambaixador japonès a càrrec de la inspecció
- Komano Kinichi, ambaixador japonès a l'Iran
- Nishioka Atsushi, ambaixador japonès a Djibouti
- Sato Soichi, ambaixador del Japó a la República Dominicana
- Hoshi Hideaki, ambaixador del Japó a Estònia
- Myoui Ryozo, ambaixador del Japó a Angola
- Minagawa Kazuo, ambaixadora del Japó a Uganda
- Fujita Tadashi, antiga ambaixadora japonesa a càrrec del desarmament i la no proliferació
- Tanaka Saburo, antic ambaixador japonès a Cuba, director adjunt de Naicho
- Inoue Masayuki, antic ambaixador del Japó a Bangla Desh
- Hanada Marohito, antiga ambaixadora del Japó a Mongòlia
- Kidokoro Takuo, antic ambaixador del Japó a Mongòlia
- Nakasone Goro, antic ambaixador del Japó al Paraguai
- Honda Hitoshi, antic ambaixador japonès a Finlàndia
- Tokura Eiji, antic ambaixador del Japó a Suècia
- Arai Koichi, últim ambaixador japonès a Alemanya Oriental
- Tanabe Ryuichi, antic ambaixador del Japó a Polònia
- Katsu Shigeo, vicepresident del Banc Mundial
- Kanbara Masanao, CEO de Mitsubishi Rayon
- Kuwahara Michio, CEO de Daiei
- Shimizu Shinjiro, expresident de Mitsui &amp; Co.
- Kodera Kei, expresident de Toys "R" Us (Japó)
- Hidaka Nobuhiko, president de Gartner Japó
- Keizo Morikawa, president de Cosmo Oil
- Melt-Banana, músic
- Jalsan, tulku i professor de mongol a la Universitat de Mongòlia Interior[7]
- Takuma Nakahira, fotògraf i crític de fotografia
- Yasuhiro Matsuda, professor de la Universitat de Tòquio (política internacional), Premi Yasuhiro Nakasone (2011)

### Professorat
- Daryoush Ashouri, professor visitant
- Isolde Standish és una científica australiana i britànica en humanitats i teòrica del cinema especialitzada a l'Àsia oriental.[8]
- Kitamura Hajime, lingüista
- Masao Yamaguchi, antropòleg, professor emèrit
- Nakae Chomin, expresident
- Tadahiko Shintani, lingüista
- Takeshi Suzuki, professor d'urdú
- Ram Prakash Dwivedi, professor visitant[9][10][11]

## Rànquings acadèmics
TUFS és una institució especialitzada només en llengües estrangeres, afers internacionals i estudis estrangers, per la qual cosa no és tan coneguda com altres grans universitats com la Universitat de Tòquio, l'Institut de Tecnologia de Tòquio o la Universitat de Kyoto. No obstant això, la seva prestigiosa posició al Japó es pot veure en els diversos rànquings següents.

### Classificacions generals
La universitat ha ocupat els llocs 34è, 23è i 20è de les 181 universitats principals durant el període 2008–2010 al rànquing anomenat "Universitats realment fortes (本当に強い大学)" de Toyo Keizai.
Segons l'enquesta realitzada per Nikkei HR el 2013, el TUFS va guanyar el primer lloc en el rànquing d'"habilitats de treball" entre les universitats japoneses. Mostra que els estudiants fan créixer les seves "habilitats de treball" a través dels seus estudis a la universitat i aprendran més ràpid i estaran operatius un cop hagin iniciat la seva carrera.

### Rendiment de la investigació
Weekly Diamond va informar que TUFS té el cinquè estàndard de recerca més alt al Japó en termes de finançament de recerca per investigador al programa COE. En el mateix article, també ocupa el tercer lloc pel que fa a la qualitat de l'educació per fons de GP per estudiant.

### Classificació d'antics alumnes
Segons el rànquing de 2010 del Weekly Economist, els graduats de TUFS tenen la 16a millor taxa d'ocupació en 400 grans empreses.
L'École des Mines de Paris classifica la Universitat TUFS com la 92a del món el 2011 pel que fa al nombre d'antics alumnes que figuren entre els consellers delegats de les 500 empreses més grans del món, tot i que TUFS és una universitat més petita en comparació amb altres universitats japoneses del rànquing.

### Popularitat i selectivitat
TUFS és una de les universitats més selectives del Japó. La seva dificultat d'accés sol ser considerada una de les millors entre 180 universitats nacionals i públiques.